# Linkebeek (waterloop)
De Linkebeek is een zijriviertje van de Zenne en behoort tot het stroomgebied van de Schelde. De Linkebeek ontspringt in Ukkel en mondt uit in de Zenne in Drogenbos.
Het begin van de beek is een winterbedding in het Zoniënbos nabij de Berckmansweg en vlak bij de heuvelkam die de scheiding vormt tussen het stroombekken van de Dijle en dat van de Zenne. Na een tunnel onder de Waterloosesteenweg (N5) werd zij rond 1950 samen met de eerste bronnen ondergronds gekanaliseerd. Beneden aan de Perkstraat begint de bovengrondse loop. Vlak voor de grens met de gemeente Linkebeek, in het gehucht Verrewinkel, ontvangt zij het water van de eerste zichtbare bronnen; vandaar de tweede naam Verrewinkelbeek. Van dan af vormt zij de grens tussen de gemeenten Ukkel en Linkebeek behalve tussen de tunnel onder de spoorweg Brussel-Charleroi en het kruispunt Stationsstraat / Brouwerijstraat. In oude handschriften wordt zij in de middenloop ook Molenbeek genoemd omdat zij 5 molens voedde in en langs het grondgebied van de gemeente Linkebeek. Zij loopt langs Kalevoet en vervolgt haar weg op het grondgebied van Drogenbos, waar zij de naam Zandbeek krijgt en waar zij opnieuw ondergronds verder stroomt in het rioleringsnet.